# Hotchkiss H-35/38/39
Tank Hotchkiss byl francouzským lehkým tankem, vzniklým v době před druhou světovou válkou, který byl určen pro potřeby francouzského jezdectva. Podobal se konkurenčnímu tanku Renault R-35, avšak nebyl tak úspěšný. Stroj byl zkonstruován roku 1934, o rok později vyjel jeho první prototyp, výroba začala roku 1935.
Korba tanku byla snýtována z odlévaných částí. K jeho pohonu sloužil zážehový motor Hotchkiss o výkonu 75 hp. Podvozek sestával na každé straně z hnacího kola vpředu, šesti pojezdových kol, napínacího kola vzadu a dvou napínacích kladek. Ve věži byl lafetován kanón SA-18 ráže 37 mm se spřaženým koaxiálním kulometem Chatellerault ráže 7,5 mm. Velitel měl k dispozici malou kopuli s průzory a vstupní poklop v zadní části věže, který po svém sklopení poskytoval prostor k sezení mimo bojovou oblast.

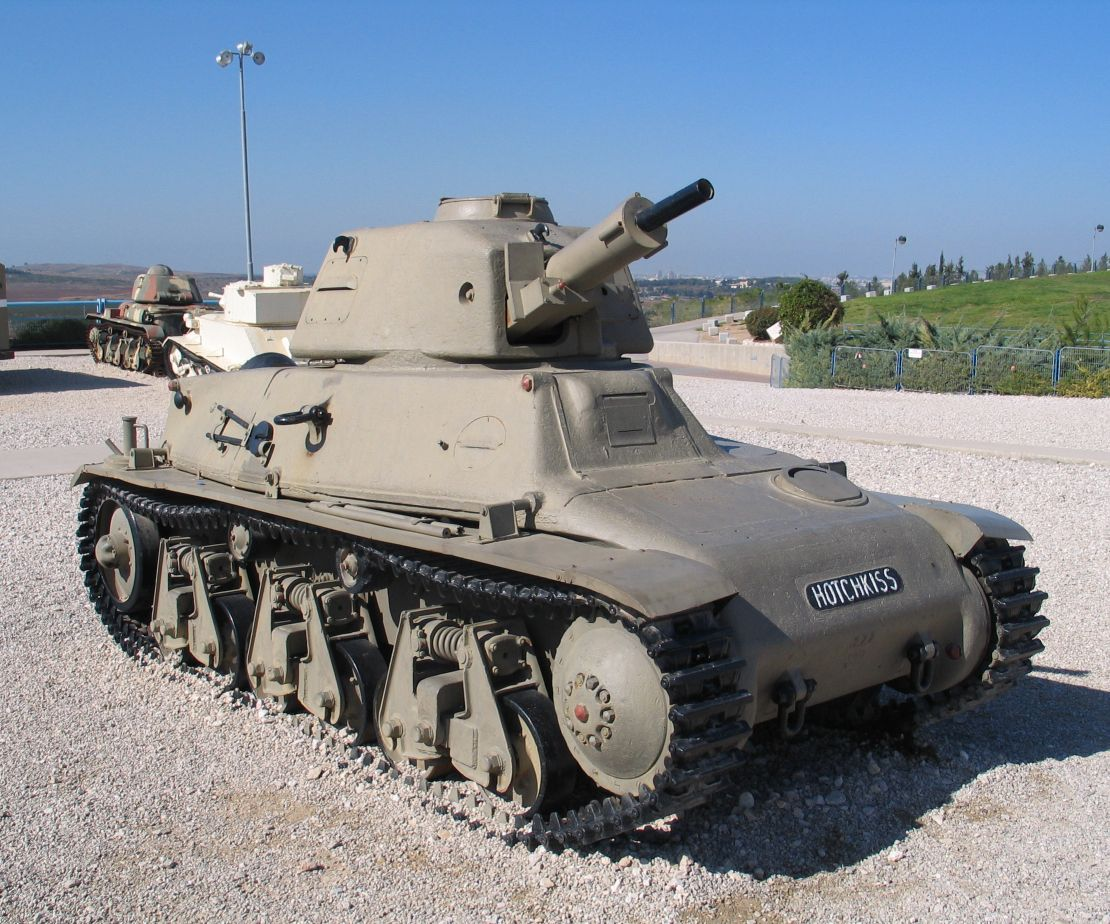
Hotchkiss H-39

Prvním typem tohoto tanku byl Hotchkiss H-35. Byl vyráběn do roku 1936 a jeho celková produkce činila 400 kusů. Roku 1938 se vyráběl modernizovaný typ Hotchkiss H-38, který dostal silnější motor o výkonu 120 hp. Byla zvětšena zásoba paliva, čímž dosáhl tank většího dojezdu. Celkem bylo vyrobeno 800 kusů. Roku 1939 došlo k další modernizaci, přičemž tank dostal označení Hotchkiss H-39. Nejvýraznější změnou byl nový účinnější kanón SA-38 ráže 37 mm. Celková produkce činila 540 kusů.

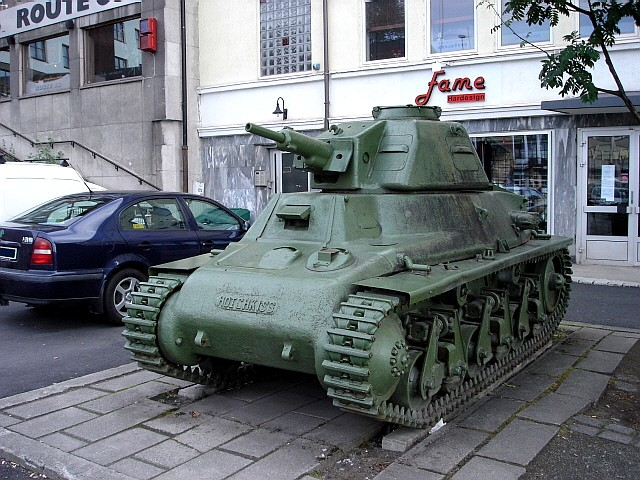
Hotchkiss H-39 u vojenského muzea v Narviku

Tanky Hotchkiss bojovaly proti německým vojskům již roku 1939 v Polsku a roku 1940 na západní frontě a v Norsku. Dále byly užívány ve francouzských koloniích, kde sloužily v řadách jak Vichistické Francie, tak i Svobodné Francie. Roku 1941 se v řadách Svobodných Francouzů účastnily bojů v Sýrii (jednalo se o stroje evakuované z Norska) a roku 1942 je Vichisté nasadili proti Američanům v severozápadní Africe. Po porážce Francie roku 1940 jich značné množství padlo do rukou Němců, kteří je označili jako PzKpfw 35H 734 (f) – Hotchkiss H-35 a PzKpfw 38H 735 (f) – Hotchkiss H-38 a H-39. Ti je nasadili v bojích na Balkáně a v Sovětském svazu, kde je používaly také jednotky Waffen SS. Z části tanků Němci odstranili věž a přebudovali tyto stroje na dělostřelecké tahače. Později jakožto zastaralé dodali Němci část tanků několika svým spojeneckým státům a tanky tvořily také výzbroj druhořadých jednotek nasazených na obranu Atlantického valu, a tak roku 1944 byly použity k bojům proti spojeneckým vojskům, která se vylodila v Normandii. Po druhé světové válce sloužily tyto tanky v izraelské armádě až do roku 1956.